# Rivière Kedgwick
Pour les articles homonymes, voir Kedgwick.
La rivière Kedgwick est un affluent de la tête de la rivière Ristigouche, au Canada. Elle coule vers le sud-est au Bas-Saint-Laurent au Québec et dans le comté de Restigouche au Nouveau-Brunswick.

## Géographie
La rivière Kedgwick prend sa source à l’embouchure du Petit Lac Kedgwick (longueur : 2,0 km ; altitude : 296 m), situé dans la partie nord-est de la réserve faunique de Rimouski, dans les monts Notre-Dame, au Québec. Le Petit lac Kedgwick est alimenté par le ruisseau du lac à Poil (venant du nord).
L’embouchure du Petit lac Kedgwick est situé à :
- 10,8 km au sud-est et 7,6 km au sud-ouest de la frontière entre le Québec et le Nouveau-Brunswick ;
- 5,6 km au sud-ouest du sommet du sommet de la montagne à Dubé ;
- 2,7 km au sud-ouest du sommet du sommet de la montagne du lac Perdu ;
- 50,6 km au sud-est du centre-ville de Rimouski ;
- 70,0 km au nord-ouest de la confluence de la rivière Kedgwick.

À partir de sa source, la rivière Kedgwick coule sur 80,8 km :
Cours supérieur de la rivière, coulant au Québec (segment de 22,8 km)
À partir de l’embouchure du Petit lac Kedgwick, la rivière Kedgwick coule sur :
- 0,3 km vers le sud-ouest dans le territoire non organisé du Lac-Huron (Rimouski-Neigette, au Québec), jusqu’à la rive nord-ouest du Grand lac Kedgwick ;
- 3,7 km vers le sud-est, jusqu'à l’embouchure du Grand lac Kedgwick ;
- 11,6 km vers le sud-est, jusqu'au ruisseau Murray (venant du nord) ;
- 2,1 km vers le sud, jusqu’au ruisseau Quigley (venant de l’ouest) ;
- 3,4 km vers le sud-est, jusqu’au ruisseau Keg (venant de l’est) ;
- 1,7 km vers le sud-est, en passant au sud-ouest de la Montagne de la Tour, jusqu’à la frontière entre le Québec et le Nouveau-Brunswick.

Cours supérieur de la rivière, coulant au Nouveau-Brunswick (segment de 14,1 km).
À partir de la frontière du Québec-Nouveau-Brunswick, ce segment de rivière qui est désigné rivière North Branch Kedgwick, coule sur :
- 2,8 km vers le sud-est dans la paroisse de Saint-Quentin, dans le comté de Restigouche, au Nouveau-Brunswick, jusqu'au Gin Creek (venant du nord-ouest) ;
- 3,2 km vers le sud-est, jusqu'au « Devils Elbow Rapids » ;
- 7,2 km vers le sud, en faisant un détour vers l’est, jusqu'à la Rivière Belle Kedgwick (venant de l'ouest) ;
- 0,9 km vers le sud-est, jusqu'à la Branche Sud de la rivière Kedgwick (venant du sud-ouest) ;

Cours intermédiaire de la rivière (segment de 14,4 km)
À partir de la confluence de la rivière North Branch Kedgwick et de Branche Sud de la rivière Kedgwick, désignée « Kedgwick Forks », la rivière Kedgwick coule sur :
- 4,5 km vers le sud-est, jusqu'au States Brook (venant du nord) ;
- 6,4 km vers le sud-est, jusqu'au Fogs Brook (venant de l’ouest) ;
- 3,5 km vers l’est, en traversant les rapids Depot, jusqu'au McDougall Brook (venant du nord).

Cours inférieur de la rivière (segment de 29,5 km)
À partir de la confluence de McDougall Brook, la rivière Kedgwick coule sur :
- 8,5 km vers le sud-est dans la paroisse de Saint-Quentin, jusqu'au Whalens Brook (venant du Nord) ;
- 4,5 km vers le sud-est, jusqu’au Clearwater Brook (venant de l’ouest) ;
- 3,1 km vers le sud-est, jusqu'au Upper Eight Mile Brook (décharge du Eightmile Lake) ;
- 0,9 km vers l’est, jusqu'au Lower Eight Mile Brook (venant du nord) ;
- 2,4 km vers l’est, jusqu'au Bowman Brook (venant du nord) ;
- 0,8 km vers le sud, jusqu'au Falls Brook (venant du sud-ouest) ;
- 2,3 km vers le sud-est, jusqu'à la limite de la paroisse de Grimmer ;
- 1,9 km vers l’est dans la paroisse de Grimmer en passant au sud du "Kedgwick Game Management Area", jusqu'au Whitewater Brook (venant du nord) ;
- 3,7 km vers le sud-est, jusqu'au Mike Brook (venant du Nord) ;
- 1,4 km vers le sud-est, en contournant l’ïle du Demi-Mile ({En} : Half Mile Island), jusqu'à la confluence de la rivière Kedgwick[2].

La rivière Kedgwick se déverse dans une courbe de rivière sur la rive ouest de la rivière Ristigouche. La rivière Kedgwick et la rivière Little Main Restigouche ont la même confluence, laquelle est située dans le hameau Kedgwick River.
La confluence de la rivière Kedgwick est située à :
- 11,2 km à l’ouest du centre du village de Kedgwick (communauté rurale) ;
- 20,7 km au sud de la confluence de la rivière Patapédia qui est située à la frontière entre le Québec et le Nouveau-Brunswick ;
- 74,4 km au sud-ouest du pont de Campbellton (Nouveau-Brunswick), enjambant la rivière Ristigouche.

## Toponymie
Le terme Kedgwick se réfère à divers toponymes du nord-ouest du Nouveau-Brunswick et du sud de la péninsule gaspésienne au Québec, notamment la rivière Kedgwick (et plusieurs de ses affluents), la municipalité, la fourche, le grand lac, le petit lac, des zones de préservation et une promenade.
Le terme Kedgwick provient du mot micmac madawamkedjwik, signifiant « grand embranchement » ou « qui coule sous la terre ».
Le toponyme « rivière Kedgwick » a été officialisé le 5 décembre 1968 à la Commission de toponymie du Québec.